# São João da Baliza
São João da Baliza (también conocido simplemente por Baliza) es un municipio del  estado brasileño de Roraima, siendo el segundo menor (14º) en población según las  estimaciones del IBGE en  2006 .

## Historia
El nombre del municipio está relacionado con la construcción de la BR-210 (Perimetral Norte). João Pereira (uno de los pioneros en la construcción de la vía) perdió una baliza del servicio de topografía en un pequeño río próximo a donde está situada la sede del municipio. De ese hecho heredó el nombre.
Fue creado por la Ley Federal N.º 7.009, de julio de 1982, independizándose así del municipio de Caracaraí. Tuvo a su primer prefecto electo por voto popular en 1985, Darcy Pedroso da Silva.

## Geografía
Está unida a  Boa Vista por las carreteras BR-401 y BR-174, y a una distancia de 313 km.
Limita con los municipios de São Luiz, Rorainópolis y Caracaraí .
- Datos: Q1646960
- Multimedia: São João da Baliza / Q1646960